# ГЕС Linnvasselv
ГЕС Linnvasselv – спільна шведсько-норвезька гідроелектростанція, створена на річці Linnvasselv, правій притоці Факсельвен, котра в свою чергу є правою притокою річки Онгерманельвен (впадає до Балтійського моря у центральній частині шведського узбережжя). 
Станція живиться від водосховища Лімінген, створеного на Linnvasselv за допомогою комбінованої греблі, котра включає земляну ділянку довжиною 35 метрів та бетонну секцію з водопропускними спорудами довжиною 18 метрів. Цей резервуар має площу поверхні 95,7 км2 та корисний об’єм у 790 млн м3, що забезпечується коливанням рівня між позначками 409 та 417,7 метра НРМ. Окрім власного стоку, до сховища перекидається ресурс із верхньої течії річки Намсен, яка впадає у східну частину Намсен-фіорду (Норвезьке море). Деривація відбувається вище по течії Linnvasselv, після чого на своєму шляху до Лімінген вода проходить через ГЕС Røyrvikfoss (16,6 МВт). Втім, цей ресурс в подальшому повертається у сточище Намсен через ГЕС Tunnsjø (30,4 МВт), після чого живить каскад гідроелектростанцій (включаючи значну ГЕС Tunnsjødal). 
Підвідний дериваційний тунель станції Linnvasselv довжиною біля 5 км починається із розташованого на норвезькій території Лімінген та на своєму шляху до машинного залу перетинає кордон зі Швецією. Основне обладнання станції становлять дві турбіни типу Френсіс – одна потужністю 42 МВт та одна з показником 24 МВт (остання належить норвезькій стороні). Вони використовують напір у 106 метрів та забезпечують виробництво 209 млн кВт-год електроенергії на рік.
Відпрацьована вода потрапляє до озера Кварнбергсваттнет, на виході з якого працює одна зі станцій каскаду на Факсельвен – ГЕС Gäddede (22 МВт).